# Pseudomiza cruentaria
Pseudomiza cruentaria là một loài bướm đêm trong họ Geometridae.